# زالی‌آباد
زالی‌آباد میربگ ، روستایی از توابع بخش مرکزی شهرستان دلفان در استان لرستان است. که بیستر با نام دوراهی زالی شناخته می‌شود.

## جمعیت
این روستا در دهستان میریگ شمالی قرار دارد و براساس سرشماری مرکز آمار ایران در سال ۱۳۹۹، جمعیت آن ۱۲۵۰نفر بوده است.